# Erhard Schmidt (Maler)
Erhard Schmidt (* 17. Oktober 1933 in Mücheln; † 30. September 2021 in Berlin) war ein deutscher Maler, Grafiker und Hochschullehrer.

## Leben und Werk
Erhard Schmidt wurde 1933 in Mücheln (Geiseltal) geboren. Von 1952 bis 1956 studierte er Kunstpädagogik am Institut für Kunsterziehung an der Humboldt-Universität zu Berlin. Ab 1959 war er dort als Assistent bei  Georg Stapel in der künstlerischen Ausbildung tätig. Ab 1965 war er Mitglied im Verband Bildender Künstler der DDR bis zur Auflösung des Verbands 1990. 1966 erwarb er ein externes Diplom für Malerei an der Kunsthochschule Berlin-Weißensee bei Walter Womacka.
1985 wurde er zum Dozenten mit künstlerischer Lehrtätigkeit am Institut für Kunsterziehung an der Humboldt-Universität berufen, und leitete ab 1989 dort die Abteilung künstlerische Praxis. Kollegen am Institut für Kunsterziehung waren u. a. die Maler und Grafiker Wolfgang Frankenstein, Gerenot Richter, Barbara Müller-Kageler, Johannes Prusko, Norbert Weinke und Gerhard Hillich. Nach der Auflösung des Instituts wurde er 1994 zum Professor für Atelier/Malerei an der Hochschule der Künste Berlin berufen. Erhard Schmidt verstarb 2021 in Berlin-Niederschönhausen.
Das vielfältige und umfangreiche Werk aus etwa 1500 Bildern ist der Berliner Schule zugeordnet worden („Ostberliner Realismus“). Ab etwa 1982 erfolgte eine verstärkte Hinwendung zu Stillleben, Interieurs, Landschaften und Stadtlandschaften. Viele Bilder zeigen einen in der Tradition fußenden eigenständigen Stil.

## Ausstellungen

### Einzelausstellungen (Auswahl)
- 1967: Mücheln (Geiseltal)
- 1974: Klub der Kulturschaffenden, Berlin-Mitte, Club von Berlin
- 1977: Erhard Schmidt. Malerei & Grafik. Klubhaus „7 Raben“, Berlin-Köpenick
- 1981: Malerei und Grafik von Erhard Schmidt. Kommode am August-Bebel-Platz (Alte Bibliothek), Berlin[2]
- 1984: Erhard Schmidt – Malerei. Galerie am Prater, Berlin[3]
- 1998/1999: Erhard Schmidt – Malerei und Grafik. Brosehaus, Berlin-Niederschönhausen
- 2000: Mücheln (Geiseltal)
- 2001/2002: Erhard Schmidt – Malerei. Musikschule Jablonskistraße, Berlin[7]
- 2003/2004 Erhard Schmidt: Malerei und Zeichnung. Retrospektive zum 70. Geburtstag Musikschule Jablonskistraße, Berlin[7]
- 2013/2014: Erhard Schmidt: Graphik und Malerei. Musikschule Jablonskistraße, Berlin[7]
- 2024: Erhard Schmidt – Stillleben und Landschaften. Gedenkausstellung im Brosehaus, Berlin-Niederschönhausen[6]

### Ausstellungsbeteiligungen (Auswahl)
- 1962 bis 1983 (später nicht belegt): Bezirkskunstausstellungen. Berlin[8]
- 1963: Hauptgebäude der Humboldt-Universität zu Berlin, Berlin[8]
- 1967: Haus des Lehrers, Berlin[8]
- 1967: VI. Kunstausstellung der DDR. Dresden[8]
- 1967: Experimente. Ausstellung des Verbands Bildender Künstler der DDR, Berlin[8]
- 1969 und 1970: Hauptgebäude der Humboldt-Universität zu Berlin, Berlin[8]
- 1972: Galerie im Turm, Berlin[8]
- 1972: Kunst und Sport. Museum der bildenden Künste Leipzig[8]
- 1976: Jugend in der Kunst. Karl-Marx-Stadt[8]
- 1977: Kunst und Sport. Museum der bildenden Künste, Leipzig[8]
- 1977: Ausstellung Pankower Künstler. Kulturhaus Pankow, Berlin[8]
- 1977: VIII. Kunstausstellung der DDR. Dresden (laut Klebeetikett auf der Rückseite des Bildes „Straße in Wenden“, Öl, 1976)
- 1978: Unsere Umwelt. Ausstellung des Verbands Bildender Künstler der DDR, Berlin[8]
- 1978: Jubiläumsausstellung des Klubhauses „7 Raben“. Berlin[8]
- 1978: Metamorphosen. Winckelmann-Museum, Stendal[8]
- 1979: Stilleben. Ausstellung des Verbands Bildender Künstler der DDR, Berlin[8]
- 1981: Pleinair-Ausstellung. Gabrovo (Bulgarien)[8]
- 1983: Kunst und Sport. Museum der bildenden Künste, Leipzig[8]
- 1983: Malerei Grafik Plastik. Ausstellungszentrum am Fernsehturm, Berlin[8][9]
- 1985: Fazit. Humboldt-Universität zu Berlin[10]
- 1986: Malerei Grafik Plastik. Ausstellungszentrum am Fernsehturm, Berlin[11]
- 1988: Figur im Raum. Galerie am Prater, 150. Ausstellung, Berlin[12]
- 2002: Vom Zeichnen. Musikschule Jablonskistraße, Berlin[7]
- 2014: 239. Ausstellung. Galerie Taube, Berlin[13]

## Werke (Auswahl)
- Malerei Turnerinnen im DTSB-Zentralvorstand 1972[8]
- Malerei Judo in der Trainingsstätte Bad Blankenburg/Thüringen 1977 (dieses Bild wurde für eine Briefmarke anlässlich der Olympischen Spiele in Moskau 1980 verwendet)[8]
- Malerei Judo, 2. Fassung, als Geschenk des DTSB für Pateninstitution 1978[8]
- Malerei Judoka für Studentenklub der Humboldt-Universität zu Berlin[8]
- mehrere weitere Bilder in der Humboldt-Universität zu Berlin[8]
- Malerei im Braunkohlenwerk Zeißholz[8]
- Malerei Judo, Judomuseum Berlin Alt-Mariendorf 2011[14]
- mehrere Bilder im Regionalmuseum Mücheln (Geiseltal)